# Proventricolo

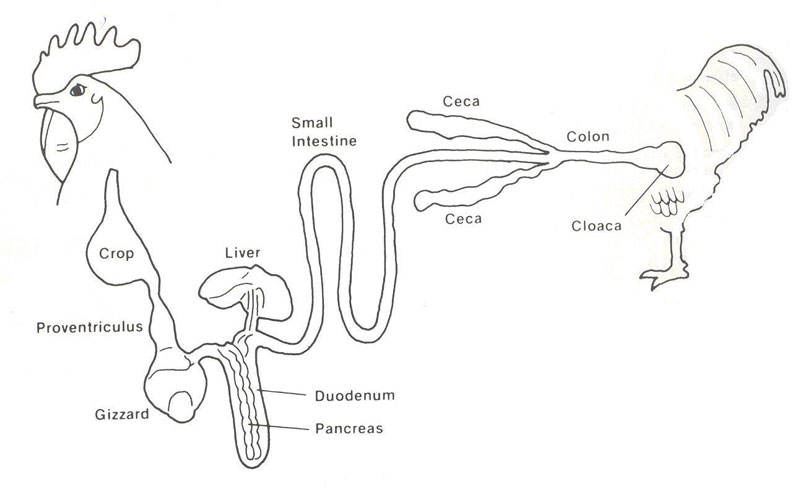
Sistema digerente aviario, si noti la localizzazione del proventricolo

Il proventricolo è una porzione del sistema digerente di alcuni animali, nello specifico la parte iniziale dello stomaco negli uccelli e la parte anteriore, sempre dello stomaco, nei crostacei. Esiste un analogo organo anche in altri invertebrati e negli insetti.

## Negli uccelli
Il proventricolo è una porzione usuale nell'anatomia della fauna aviaria. È un organo a forma di bastoncino, situato, nella maggioranza degli uccelli, tra l'esofago e il ventriglio. È generalmente costituito da una parte ghiandolare dello stomaco, con uncini e protuberanze, in grado di immagazzinare e/o iniziare la digestione del cibo prima che passi al ventriglio. La funzione principale del proventricolo è di secernere acido cloridrico e pepsinogeno negli scomparti digestivi. Il pepsinogeno produce pepsina la quale è in grado di rompere i legami peptidici presenti negli amminoacidi. Le contrazioni muscolari del ventriglio spingono di nuovo il cibo nel proventricolo, che poi si contrae per mescolarlo tra i compartimenti dello stomaco. Questo trasferimento può avvenire fino a 4 volte al minuto e gli scomparti possono contenere il cibo per un tempo variabile da trenta minuti a un'ora.

## Nei crostacei
Nei crostacei, il protoventricolo assume una forma sacciforme e dilatata, con la presenza di dentelli calcarei o creste chitinose che svolgono la funzione di sminuzzare gli alimenti ingeriti dall'animale.